# Grand Prix Tino Triossi
Le Grand Prix Tino-Triossi (en italien Gran Premio Tino Triossi) est une course hippique de trot attelé se déroulant habituellement au mois de juin (elle eut lieu en décembre en 2013 et en 2015, en novembre en 2024).
C'est une course internationale de Groupe I réservée aux chevaux de 4 ans, disputée en Italie sur l'hippodrome de Capannelle à Rome, sur l'hippodrome Tor di Valle (it) à Rome (jusqu'en 2012) ou sur l'hippodrome d'Agnano à Naples (en 2013 et 2017).
Elle se court sur la distance de 2 100 mètres, départ à l'autostart. L'allocation s'élève à 154 000 € dont 64 400 € au vainqueur.

## Palmarès depuis 1980
| Année | Vainqueur        | Pays      | Père              | Driver                | Entraîneur            | Temps  |
| ----- | ---------------- | --------- | ----------------- | --------------------- | --------------------- | ------ |
| 2025  | First of Mind    | Italie    | Face Time Bourbon | Alessandro Gocciadoro | Alessandro Gocciadoro | 1'12"  |
| 2024  | Executiv Ek      | Italie    | Face Time Bourbon | Alessandro Gocciadoro | Alessandro Gocciadoro | 1'12"6 |
| 2023  | Desiderio d'Esi  | Italie    | Robert Bi         | Santo Mollo           | Mauro Baroncini       | 1'12"  |
| 2022  | Callmethebreeze  | Italie    | Trixton           | Andrea Guzzinati      | Philippe Allaire      | 1'12"8 |
| 2021  | Bengurion Jet    | Italie    | Maharajah         | Alessandro Gocciadoro | Alessandro Gocciadoro | 1'12"8 |
| 2020  | Always Ek        | Italie    | Filipp Roc        | Andrea Guzzinati      | Alessandro Gocciadoro | 1'12"5 |
| 2019  | Zacon Gio        | Italie    | Ruty Grif         | Roberto Vecchione     | Holger Ehlert         | 1'11"3 |
| 2018  | Vitruvio         | Italie    | Adrian Chip       | Alessandro Gocciadoro | Alessandro Gocciadoro | 1'12"7 |
| 2017  | Dijon            | France    | Ganymède          | Romain Derieux        | Romain Derieux        | 1'13"1 |
| 2016  | Timone Ek        | Italie    | Mr Vic            | Björn Goop            | Fabrice Souloy        | 1'13"2 |
| 2015  | Sugar Rey        | Italie    | Look de Star      | Pietro Gubbelini      | Erik Bondo            | 1'14"1 |
| 2014  | Tiger Woods As   | Allemagne | Quick Wood        | Robbin Bakker         | Paul Hagoort          | 1'12"6 |
| 2013  | Princess Grif    | Italie    | Varenne           | Roberto Andreghetti   | Fabrice Souloy        | 1'12"4 |
| 2012  | Orsia            | Italie    | Angus Hall        | Alessandro Gocciadoro | Enrico Gocciadoro     | 1'13"  |
| 2011  | Raja Mirchi      | Suède     | Viking Kronos     | Andrea Guzzinati      | Lutfi Kolgjini        | 1'12"1 |
| 2010  | Mondiale Ok      | Italie    | Lemon Dra         | Giampaolo Minnucci    | Heikki Korpi          | 1'13"8 |
| 2009  | Lana del Rio     | Italie    | Varenne           | Santo Mollo           | Santo Mollo           | 1'12"6 |
| 2008  | Igor Font        | Italie    | Andover Hall      | Jean-Michel Bazire    | Fabrice Souloy        | 1'14"1 |
| 2007  | Ghibellino       | Italie    | Pine Chip         | Roberto Andreghetti   | Erik Bondo            | 1'12"7 |
| 2006  | Unforgettable    | Allemagne | Diamond Way       | Arnold Mollema        | Arnold Mollema        | 1'13"8 |
| 2005  | Passionate Kemp  | Finlande  | Lindy Lane        | Jorma Kontio          | Markku Neiminen       | 1'14"5 |
| 2004  | Daguet Rapide    | Italie    | Pine Chip         | Pietro Gubbelini      | Maurizio Grosso       | 1'13"9 |
| 2003  | Pablo As         | Allemagne | Diamond Way       | Thomas Panschow       | Veijo Kivioja         | 1'13"2 |
| 2002  | Brandy dei Fiori | Italie    | Waikiki Beach     | Biagio Lo Verde       | Biagio Lo Verde       | 1'14"7 |
| 2001  | Amity Lb         | Italie    | Valley Victory    | Jorma Kontio          | Marco Pettinari       | 1'14"8 |
| 2000  | Zambesi Flash    | Italie    | Supergill         | Pietro Gubellini      | Jerry Riordan         | 1'13"8 |
| 1999  | Varenne          | Italie    | Waikiki Beach     | Giampaolo Minnucci    | Jorji Turja           | 1'13"9 |
| 1998  | Uxer LB          | Italie    | Armbro Goal       | Alfredo Pollini       | Alfredo Pollini       | 1'13"9 |
| 1997  | Kramer Boy       | Suède     | Sugarcane Hanover | Johnny Takter         | Johnny Takter         | 1'14"5 |
| 1996  | Pik König        | Allemagne | Niton             | Rolf Dautzenberg      | Veijo Kivioja         | 1'13"8 |
| 1995  | Record Ok        | Italie    | Valley Victory    | Marcello Mazzarini    | Marcello Mazzarini    | 1'14"8 |
| 1994  | Peace Kronos     | Italie    | Sugarcane Hanover | Enrico Dall'Olio      | Enrico Dall'Olio      | 1'15"2 |
| 1993  | Go Hammering     | Suède     | Tibur             | Åke Svanstedt         | Åke Svanstedt         | 1'15"5 |
| 1992  | Campo Ass        | Allemagne | Diamond Way       | Thomas Panschow       | Heinz Wewering        | 1'15"4 |
| 1991  | Mint de Jesolo   | Italie    | Gator Bowl        | Antonio Luongo        |                       | 1'15"8 |
| 1990  | Locus di Gia'    | Italie    | Blaze Herbert     | Giancarlo Baldi       |                       | 1'15"6 |
| 1989  | Inflated         | Italie    | Argo Ve           | Giancarlo Baldi       |                       | 1'15"5 |
| 1988  | Gitana d’Asolo   | Italie    | Udet Hanover      | Mario Rivara          |                       | 1'17"7 |
| 1987  | Feystongal       | Italie    | Keystone Spartan  | Antonio Luongo        |                       | 1'17"8 |
| 1986  | Indus            | Suède     | Linus T           | Lars Lindberg         |                       | 1'15"2 |
| 1985  | Didi Gius        | Italie    | Top Hanover       | Gerhard Krüger        |                       | 1'16"2 |
| 1984  | BS Betty         | Italie    | Buckeye Count     | Gabriele Baldi        |                       | 1'15"4 |
| 1983  | Bertuz           | Italie    | Flush             | Vittorio Guzzinati    |                       | 1'16"5 |
| 1982  | Arneodo          | Italie    | Keystone Spartan  | Marino Lovera         |                       | 1'17"1 |
| 1981  | Lanson           | Italie    | Bourbon           | Sergio Brighenti      |                       | 1'15"9 |
| 1980  | Ceox             | Italie    | Marengo Hanover   | Vittorio Guzzinati    |                       | 1'15"9 |